# Коробочка Анатолій Васильович
Анатолій Васильович Коробочка (нар. 5 січня 1955, Сімферополь, Кримська область, УРСР) — радянський футболіст та російський тренер.

## Клубна кар'єра
Вихованець клубу «Таврія» (Сімферополь), в якому й розпочав дорослу футбольну кар'єру. Влітку 1978 року перейшов до московського ЦСКА, а потім продовжив виступи в іншій військовій команді — одеському СКА. Після цього проходив військову службу в групі радянських військ у НДР, під час якої захищав кольори військової збірної. З 1984 року захищав кольори німецьких клубів: «Шталь» (Тале), «Айнгай» (Вернигероде), «Фалькензе-Фінкенкруг» та Айнтрахт (Левенбергер). Футбольну кар'єру заверив у 1991 році.

## Кар'єра тренера
По завершенні кар'єри гравця рзпочав тренерську діяльність. З 1991 по 1998 рік працював на різних посадах у московському ЦСКА. Потім тренував клуби «Таврія» (Смферополь), «Спартак-Чукотка» та «Реутов» (в останньому з цих клубів виконував також функції генерального директора). Виконував обов'язи головного тренера шотландського клубу «Гарт оф Мідлотіан». 2 березня 2007 року замінив на цій посаді Вальдаса Іванаускаса. У вересні 2007 року його замінив Стівен Фрейл, а українець отримав посаду спортивного директора. Їх спільна робота завершилося 1 січня 2008 року, після 5-ї поспіль поразки «Гартса». А 22 липня 2009 року шотландський клуб оголосив, що Коробочка залишає свою посаду. У 2010—2011 роках очолював друголіговий російський клуб «Гірник» (Учали). Під його керівництвом команда з Учали дійшла до 1/8 фіналу Кубок Росії 2010/11 (в 1/16 фіналу «Гірник» обіграв московський «Локомотив»).

### Статистика тренера
| Команда             | Нац       | З              | По           | Досягнення | Досягнення | Досягнення | Досягнення | Досягнення |
| Команда             | Нац       | З              | По           | Іг         | В          | Н          | П          | % Перемог  |
| ------------------- | --------- | -------------- | ------------ | ---------- | ---------- | ---------- | ---------- | ---------- |
| «Гарт оф Мідлотіан» | Шотландія | 2 березня 2007 | 1 січня 2008 | 33         | 13         | 14         | 6          | 39.39      |